# Laima Andrikienė
Laima Liucija Andrikienė (ur. 1 stycznia 1958 w Druskienikach) – litewska polityk, ekonomistka, wykładowca akademicki, posłanka na Sejm oraz do Parlamentu Europejskiego VI, VII i VIII kadencji, członkini Europejskiego Trybunału Obrachunkowego.

## Życiorys
W 1980 ukończyła studia z zakresu ekonomii i matematyki na Uniwersytecie Wileńskim. W 1986 obroniła doktorat z ekonomii, w 2004 została profesorem. W latach 80. pracowała instytucie badawczym zajmującym się ekonomiką rolnictwa jako inżynier i pracownik naukowy. Prowadziła wykłady na University of Manchester (1988–1989) i na Uniwersytecie Georgetown (w 1996). Od 1989 przez rok pełniła funkcję asystentki wicepremiera.
Sprawowała mandat poselski w Radzie Najwyższej kadencji 1990–1992, będąc jednym z sygnatariuszy aktu niepodległości z 11 marca 1990. W parlamencie zasiadała też przez dwie kolejne kadencje, wybierana kolejno z listy Sąjūdisu (1992) i Związku Ojczyzny (1996). W 1996 krótko sprawowała urząd ministra przemysłu i handlu, następnie do 1998 była ministrem spraw europejskich w rządzie Gediminasa Vagnoriusa.
W 1999 opuściła konserwatystów, stając na czele nowego ugrupowania – Ojczyźnianej Partii Ludowej (TLP). W 2000 bez powodzenia ubiegała się o reelekcję w wyborach parlamentarnych. Powróciła następnie do pracy jako wykładowca akademicki, obejmując stanowisko profesora nadzwyczajnego na wydziale nauk politycznych na Litewskim Uniwersytecie Prawa w Wilnie, była też dyrektorem instytutu zajmującego się polityką Unii Europejskiej, a także (w latach 2002–2004) dziekanem wydziału administracji publicznej.
Po połączeniu się TLP z innymi małymi partiami należała do Litewskiego Związku Prawicy, który następnie w 2003 przyłączył się do Związku Ojczyzny. Laima Andrikienė tym samym powróciła do swojej poprzedniej partii, wchodząc w skład jej władz krajowych. W 2004 i 2009 z ramienia konserwatystów uzyskiwała mandat posła do Parlamentu Europejskiego. W 2013 zgłosiła swoją kandydaturę na przewodniczącą TS-LKD, jednak wycofała się jeszcze przed głosowaniem.
W 2014 nie utrzymała mandatu europosłanki, powróciła do PE jednak w 2016 w miejsce Gabrieliusa Landsbergisa, zasiadając w nim do 2019. W 2020 ponownie wybrana do litewskiego parlamentu. W 2022 mianowana w skład Europejskiego Trybunału Obrachunkowego na sześcioletnią kadencję (do 2028).

## Odznaczenia
- Krzyż Komandorski Orderu Wielkiego Księcia Giedymina (2004)[4]
- Medal Niepodległości Litwy (2000)[4]
- Wielki Oficer Orderu Narodowego Zasługi (Francja, 1997)[5]
- Medal Rady Bałtyckiej (2003)[6]